# TV4 (スウェーデン)

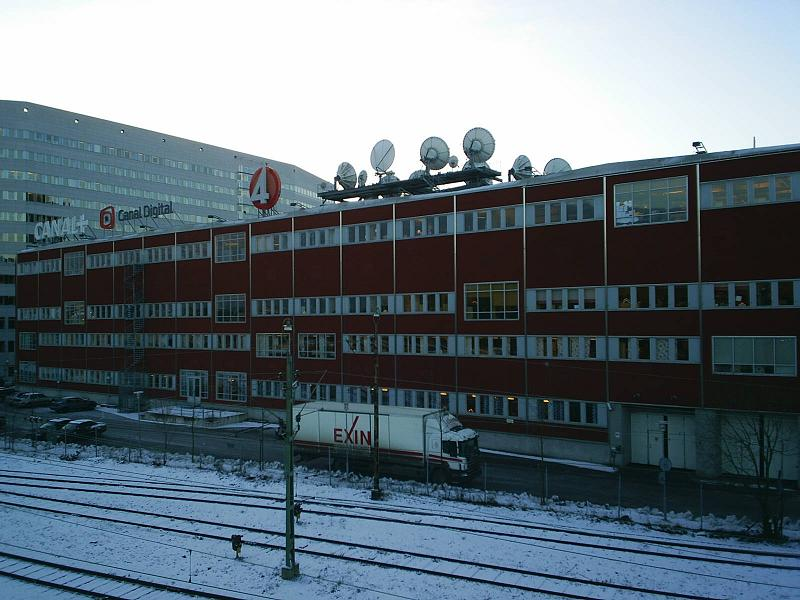
TV4本社

TV4はスウェーデンの民間テレビ局。または同チャンネルを運営する企業である（TV4 AB）。

## 概要
TV4 ABはスウェーデンの第4チャンネルとして1990年9月15日に開局した。1991年にはジェパディ!のスウェーデン版を放送。また、ビンゴロトも放送されている。
主要ニュース番組に朝のNyhetsmorgon（平日午前5時50分、土日午前7時58分開始）午後7時のTV4Nyheternaがある。
2004年に地上デジタル放送が開始、同年からはアイドルが放送され、多くの視聴者を獲得した。

## 主な番組
- 24 -TWENTY FOUR-
- アイドル (スウェーデン)
  - アメリカン・アイドル
- Talang
- ゴースト 天国からのささやき
- ディール・オア・ノー・ディール
- Dr.HOUSE
- HEROES
- ビンゴロト
- LOST
- 1 vs. 100